# San Giorgio La Molara
San Giorgio La Molara – miejscowość i gmina we Włoszech, w regionie Kampania, w prowincji Benewent.
Według danych na I 2009 gminę zamieszkiwało 3075 osób przy gęstości zaludnienia 47,1 os./1 km².